# Museum der Ardennenschlacht Clervaux

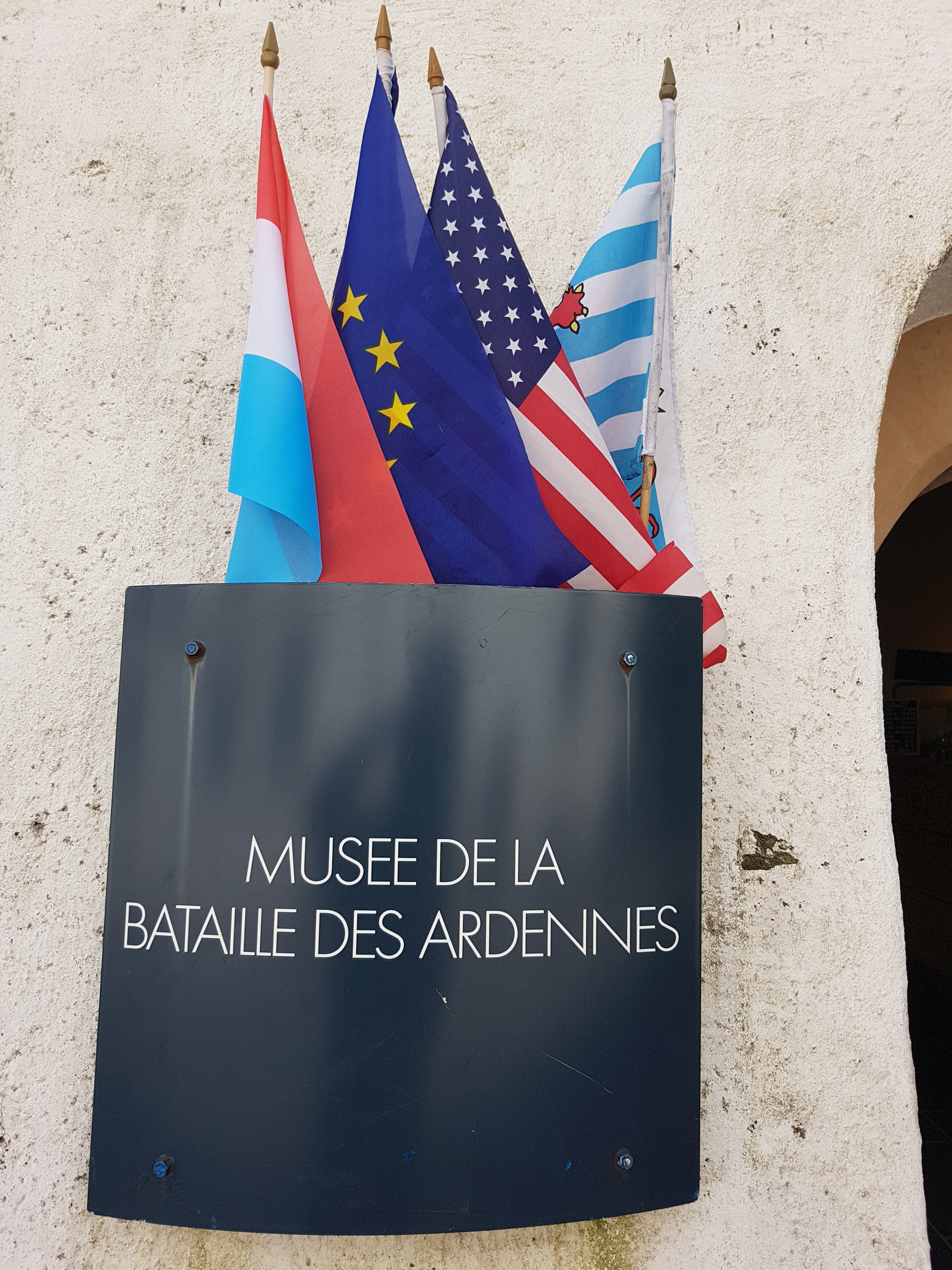

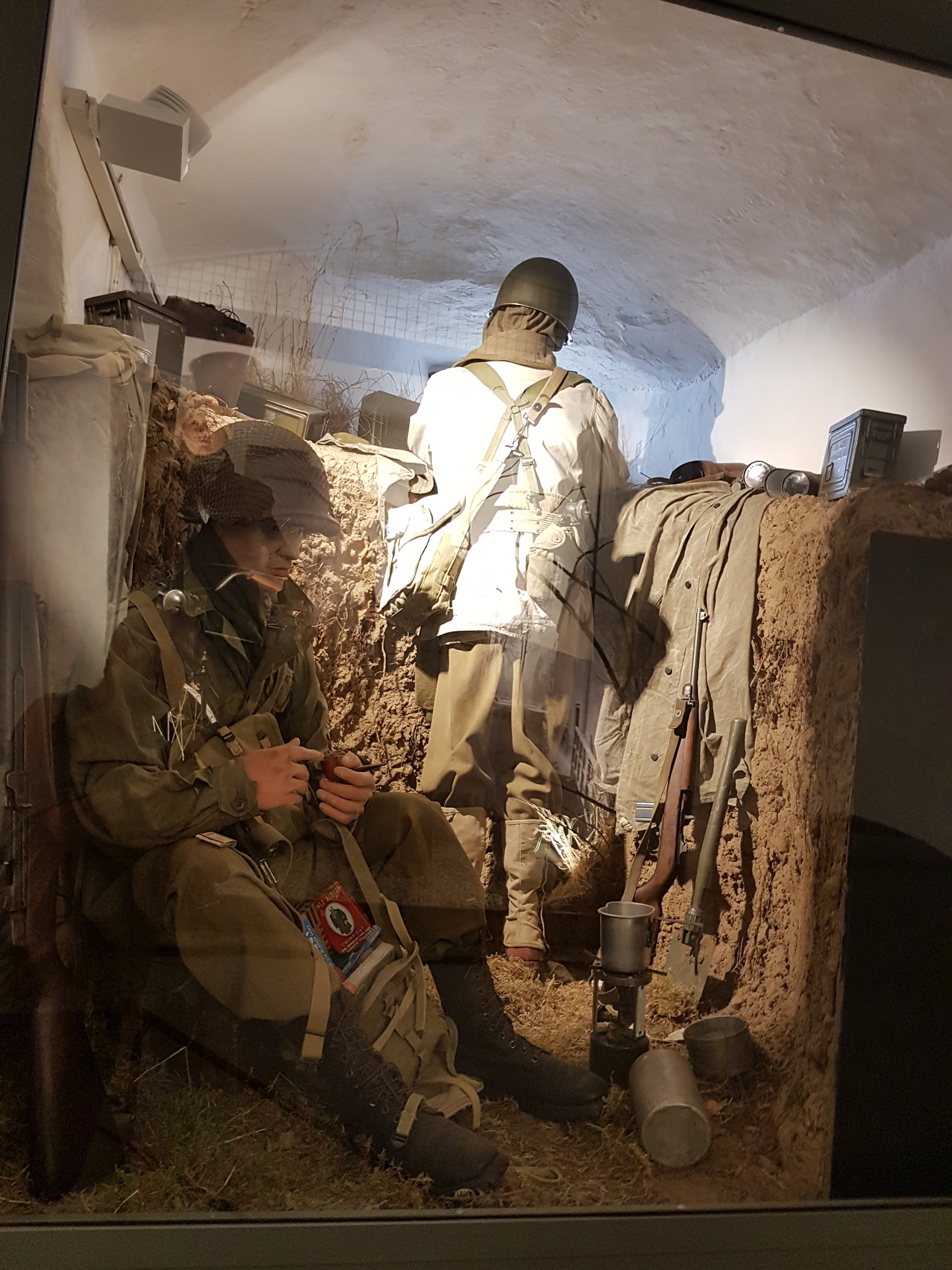

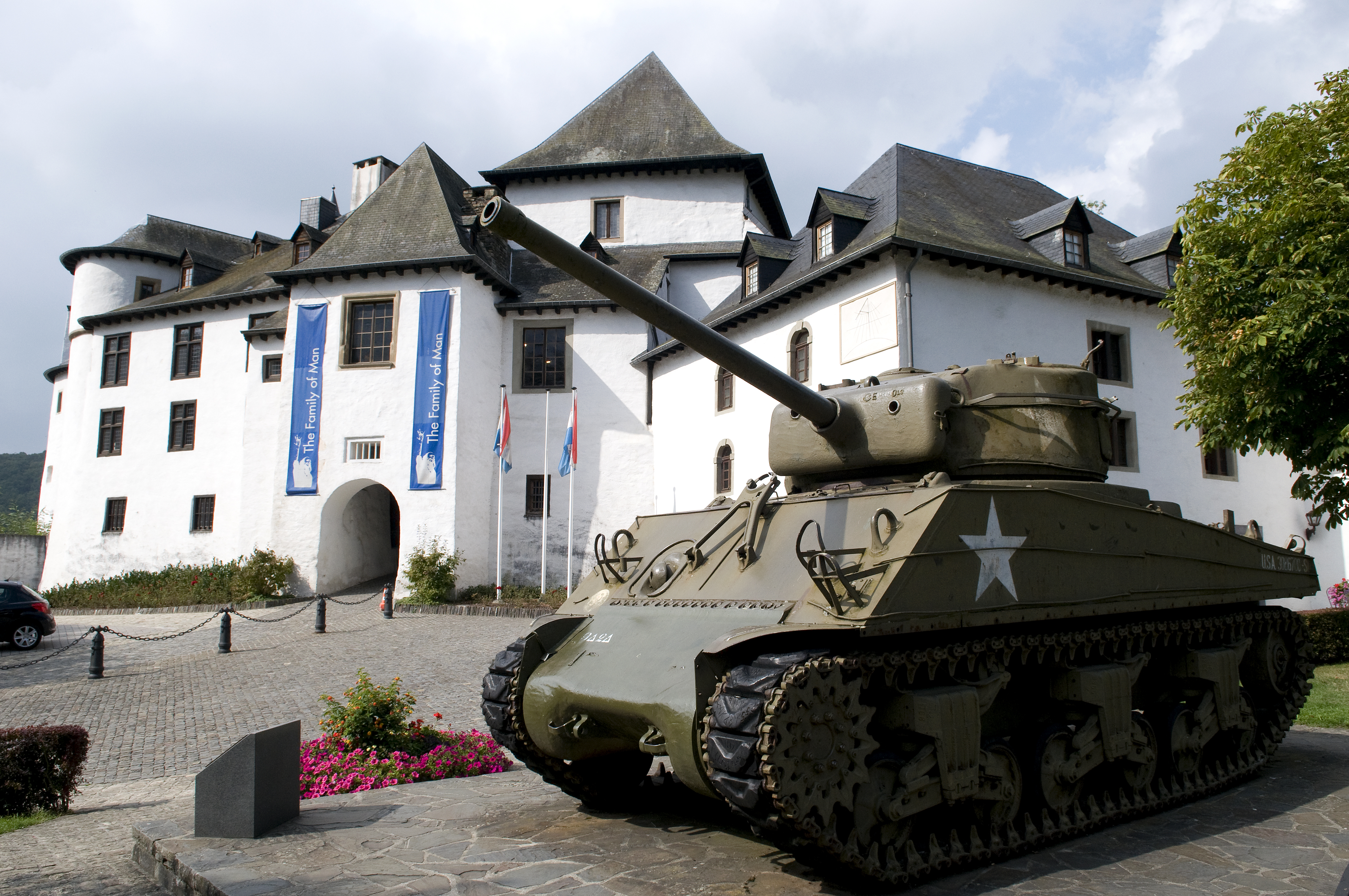
M4-Sherman-Panzer vor dem Tor des Schloss Clervaux

Das Museum der Ardennenschlacht Clervaux (französisch Musée de la Bataille des Ardennes Clervaux, englisch Museum of the Battle of the Bulge Clervaux) in der Gemeinde Clervaux (luxemburgisch Klierf, Cliärref, deutsch Clerf) in Schloss Clervaux thematisiert hauptsächlich die Ardennenoffensive, die in Luxemburg startete und von Dezember 1944 bis Januar 1945 dauerte und über 80.000 Soldaten das Leben kostete.
Neben Clervaux, waren auch die Gebiete um die Städte Bastogne, St. Vith, Rochefort, La Roche, Houffalize, Stavelot, Diekirch, Vianden und die südlichen Ostkantone besonders betroffen von den Kriegshandlungen.

## Ausstellung
Der Schwerpunkt des Museums ist die Ardennenoffensive aus amerikanischer, deutscher und ziviler Sicht. Die Ausstellung befindet sich im Südflügel des Schlosses auf mehreren Geschossebenen und umfasst Exponate, welche die Bedeutung der Ardennenoffensive für die europäische Geschichte veranschaulichen. Die Mehrheit der aus Dokumenten, Waffen und Uniformen bestehenden Sammlung stammt aus Privatbesitz. Die Ausstellung wurde 2017 neu gestaltet.
Die etwa 30-minütige Besichtigung (mit Führung) ist kostenpflichtig.
Die Ausstellung wurde von Kurator Frank Kieffer gemeinsam mit dem Cercle dʼEtudes sur la Bataille des Ardennes (CEBA) konzipiert.